# Aura (paranormaal)

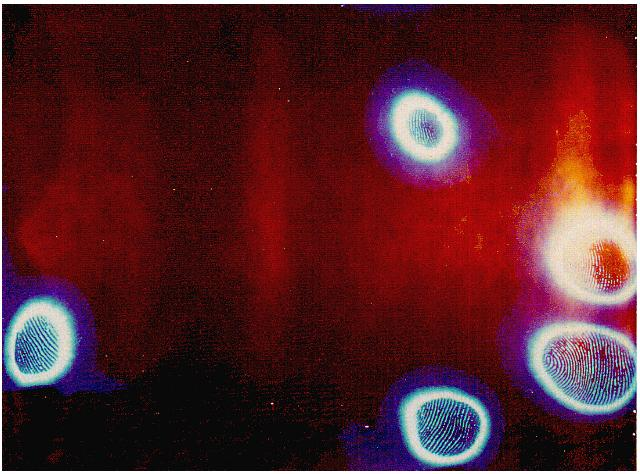
Kirlianfoto van menselijke hand.

De of het aura is een verondersteld energieveld dat, volgens verschillende esoterische stromingen, mensen en ook andere levende wezens zou omgeven. Aura's zouden - zo nodig na enige oefening - zelfs in kleuren kunnen worden gezien door ieder mens. 
De kleuren van een aura kunnen naar verluidt variëren naargelang de persoon en de omstandigheden. Auragenezers beweren dat ze ziekten kunnen diagnosticeren aan de hand van verstoringen in het aurabeeld. Met wetenschappelijke methodes zijn echter geen aura's vastgesteld.

## Aard en samenstelling van aura's
Aanhangers van esoterische stromingen postuleren dat een aura zou bestaan uit 'levensenergie', 'astrale energie', 'esoterische energie', 'bio-energie' of een andere, niet in het natuurkundige spectrum voorkomende energievorm. Volgens hen betreft die energie nadrukkelijk niet de infrarode straling, die alle lichamen uitzenden en die zichtbaar gemaakt kan worden met een warmtegevoelige camera. Ook zou de aura iets anders zijn dan het nabeeld, dat het menselijk oog - onder bepaalde omstandigheden - waarneemt rondom objecten die tegen een heldere achtergrond zijn geplaatst.

### Auralagen, chakra's en chakralagen
In totaal zouden er zeven verschillende auralagen zijn, die alle in verbinding staan met een van de zeven chakra's. De natuurlijke verbinding tussen een auralaag en een chakra wordt een chakralaag genoemd. De theosofie, die uitgaat van meervoudigheid van de stof (hylisch pluralisme), stelt dat aura's bestaan uit verschillende 'fijnstoffelijke lichamen', die zich in verschillende lagen rondom het 'grofstoffelijke' (materiële) lichaam zouden bevinden. Het 'etherisch lichaam', het binnenste van deze fijnstoffelijke lichamen, zou via de chakra's 'levensenergie' uit de omgeving doorgeven aan het materiële lichaam.

## Aantoonbaarheid
De 'fijnstoffelijke lichamen', waaruit aura's volgens de theosofie zouden bestaan, kunnen niet met enig natuurkundig meetinstrument worden gedetecteerd. Elektromagnetische velden en stralingen daarentegen kunnen zeer nauwkeurig worden gemeten. Rondom het menselijk lichaam wordt echter geen elektromagnetisch veld gemeten dat ook maar enigszins overeenkomt met de in New age-literatuur beschreven aura's. De bewering dat een aura desondanks een elektromagnetisch veld zou zijn is niet verifieerbaar, zolang de frequentie en golflengte daarvan niet worden vermeld. Met aura's samenhangende behandelingen, bijvoorbeeld tegen hartklachten, worden dan ook algemeen beschouwd als boerenbedrog of kwakzalverij.
Walter Kilner (arts) beweerde in zijn boek "The Human Aura" uit 1911 dat men een stralende nevel om het lichaam kan zien als men door glazen schermen kijkt die met dicyanineverf zijn gekleurd.
Sceptici onder wie Robert Todd Carroll achten het aannemelijk dat het waarnemen van aura's veroorzaakt wordt door natuurlijke verschijnselen zoals het nabeeld dat het menselijk oog waarneemt langs de randen van een object (het entoptisch verschijnsel Contrastzoom), door chromatische aberratie van de ooglens (verschillende kleuren licht hebben niet exact dezelfde brandpuntsafstand), en voorts door afwijkingen als migraine, epilepsie, stoornissen in het zicht of de hersenen of het gebruik van psychedelische drugs als LSD. Ook oogvermoeidheid kan leiden tot de waarneming van veronderstelde aura's.
Synesthesie is een neurologisch verschijnsel waarbij een bepaalde vermenging van stimuli vanuit diverse zintuiglijke en cognitieve processen samenkomen, die normaal gesproken gescheiden worden, waardoor er een ongebruikelijke ervaring tot stand kan komen. Er is een specifieke vorm van synesthesie waarbij bepaalde kleuren worden afgegeven bij het observeren van menskarakteristieken of soorten persoonlijkheden. Deze worden geprojecteerd en waargenomen door de betreffende synestheet. Deze soort van aura bestaat wel, alleen dan in de belevingswereld van het individu, niet opzichzelfstaand en daarmee ontoegankelijk voor observatie door anderen.

### Aurafoto's
Er bestaan toestellen waarvan beweerd wordt dat ze 'aurafoto's' kunnen maken. Eerst wordt er een foto van de proefpersoon gemaakt die op een stoel zit. Tijdens het maken van deze foto laat de proefpersoon zijn handen op sensoren rusten, vergelijkbaar met de werking van een polygraaf. De hieruit verkregen meetwaarden worden naar kleuren vertaald.
Bij een analoog aurafototoestel worden deze kleuren met led-licht op de net gemaakte foto van de proefpersoon geprojecteerd, bij een digitaal toestel worden beide beelden simpelweg samengevoegd.
Er wordt wel beweerd dat men aura's zou kunnen vastleggen met Kirlianfotografie. De Kirlianfotografie berust echter op goed gedocumenteerde natuurkundige verschijnselen, en heeft niets met veronderstelde aura's te maken.